# Тай-Тай (Джорджія)
Тай-Тай (англ. Ty Ty) — місто (англ. city) в США, в окрузі Тіфт штату Джорджія. Населення — 641 особа (2020).

## Географія
Тай-Тай розташований за координатами 31°28′19″ пн. ш. 83°39′1″ зх. д. / 31.47194° пн. ш. 83.65028° зх. д. (31.471901, -83.650260).  За даними Бюро перепису населення США в 2010 році місто мало площу 2,07 км², з яких 2,02 км² — суходіл та 0,04 км² — водойми.

## Демографія
Згідно з переписом 2010 року, у місті мешкало 725 осіб у 267 домогосподарствах у складі 193 родин. Густота населення становила 350 осіб/км².  Було 296 помешкань (143/км²).
Расовий склад населення:
| - 59,3 % — білих - 34,9 % — чорних або афроамериканців - 1,0 % — азіатів - 0,1 % — корінних американців - 3,0 % — осіб інших рас |

До двох чи більше рас належало 1,7 %. Частка іспаномовних становила 6,1 % від усіх жителів.
За віковим діапазоном населення розподілялося таким чином: 29,4 % — особи молодші 18 років, 59,4 % — особи у віці 18—64 років, 11,2 % — особи у віці 65 років та старші. Медіана віку мешканця становила 34,5 року. На 100 осіб жіночої статі у місті припадало 91,3 чоловіків;  на 100 жінок у віці від 18 років та старших — 84,2 чоловіків також старших 18 років.
Середній дохід на одне домашнє господарство  становив 33 538 доларів США (медіана — 27 440), а середній дохід на одну сім'ю — 34 053 долари (медіана — 30 833). За межею бідності перебувало 36,0 % осіб, у тому числі 43,5 % дітей у віці до 18 років та 23,5 % осіб у віці 65 років та старших.
Цивільне працевлаштоване населення становило 348 осіб. Основні галузі зайнятості: виробництво — 25,0 %, мистецтво, розваги та відпочинок — 20,4 %, освіта, охорона здоров'я та соціальна допомога — 12,9 %, роздрібна торгівля — 7,5 %.